# Mogoșești (okręg Giurgiu)
Mogoșești – wieś w Rumunii, w okręgu Giurgiu, w gminie Adunații-Copăceni. W 2011 roku liczyła 519 mieszkańców.